# Germano Zaccheo
Germano Zaccheo (ur. 16 października 1934 w Cannobio, zm. 20 listopada 2007 w Fatimie) – włoski duchowny katolicki, biskup Casale Monferrato od 1995 do swojej śmierci w 2007 roku.
Święcenia kapłańskie otrzymał 29 stycznia 1958.
3 lipca 1995 papież Jan Paweł II mianował go ordynariuszem diecezji Casale Monferrato. Sakry udzielił mu 16 sierpnia 1995 biskup, późniejszy kardynał Renato Corti.